# Ericssonita
L'ericssonita és un mineral de la classe dels silicats, que pertany i dona nom al grup de l'ericssonita. Rep el nom en honor de John Ericsson (31 de juliol de 1803, Långbanshyttan, Värmland, Suècia - 8 de març de 1889, Nova York, EUA) inventor i enginyer mecànic.

## Característiques
L'ericssonita és un silicat de fórmula química BaMn²⁺₂Fe³⁺(Si₂O₇)O(OH). Va ser aprovada com a espècie vàlida per l'Associació Mineralògica Internacional l'any 1966. La seva duresa a l'escala de Mohs és 4,5.
Segons la classificació de Nickel-Strunz, l'ericssonita pertany a «09.BE - Estructures de sorosilicats, amb grups Si₂O₇, amb anions addicionals; cations en coordinació octaèdrica [6] i major coordinació» juntament amb els següents minerals: wadsleyita, hennomartinita, lawsonita, noelbensonita, itoigawaïta, ilvaïta, manganilvaïta, suolunita, jaffeïta, fresnoïta, baghdadita, burpalita, cuspidina, hiortdahlita, janhaugita, låvenita, niocalita, normandita, wöhlerita, hiortdahlita I, marianoïta, mosandrita, nacareniobsita-(Ce), götzenita, hainita, rosenbuschita, kochita, dovyrenita, baritolamprofil·lita, lamprofil·lita, ericssonita-2O, seidozerita, nabalamprofil·lita, grenmarita, schüllerita, lileyita, murmanita, epistolita, lomonossovita, vuonnemita, sobolevita, innelita, fosfoinnelita, yoshimuraïta, quadrufita, polifita, bornemanita, xkatulkalita, bafertisita, hejtmanita, bykovaïta, nechelyustovita, delindeïta, bussenita, jinshajiangita, perraultita, surkhobita, karnasurtita-(Ce), perrierita-(Ce), estronciochevkinita, chevkinita-(Ce), poliakovita-(Ce), rengeïta, matsubaraïta, dingdaohengita-(Ce), maoniupingita-(Ce), perrierita-(La), hezuolinita, fersmanita, belkovita, nasonita, kentrolita, melanotekita, til·leyita, kil·lalaïta, stavelotita-(La), biraïta-(Ce), cervandonita-(Ce) i batisivita.

## Formació i jaciments
Va ser descoberta a Långban, localitat situada dins el municipi de Filipstad, a Värmland, Suècia. També ha estat descrita a la mina japonesa d'Hijikuzu, a la localitat d'Iwaizumi-cho, a la prefectura d'Iwate. Es tracta dels dos únics indrets on ha estat descrita aquesta espècie mineral en tot el planeta.